# Cerodontha occidoparva
Cerodontha occidoparva este o specie de muște din genul Cerodontha, familia Agromyzidae, descrisă de Stéphanie Boucher în anul 2002.
Este endemică în Wyoming. Conform Catalogue of Life specia Cerodontha occidoparva nu are subspecii cunoscute.